# Tomoko Ninomiya
Tomoko Ninomiya (二ノ宮 知子, Ninomiya Tomoko), née le 25 mai 1969 à Minano, est une mangaka japonaise, vivant dans la préfecture de Saitama, au Japon. Elle fit ses débuts en 1989 avec London Doubt Boys pour le Kadokawa Shoten. Elle a par la suite été publiée dans les magazines Young Rosé (ヤングロゼ) et Kiss.
Elle est principalement connue pour sa série Nodame Cantabile, qui a reçu en 2004 le 28e prix du manga Kōdansha, catégorie shōjo. Nodame Cantabile a été adapté pour la télévision, aussi bien en tant que drama japonais en 2006, 2008 et 2014, qu'en trois saisons d'anime en 2007, 2008 et 2010.

## Jeunesse et carrière
Tomoko Ninomiya est née à Minano. Elle est la fille d’un directeur d’entreprise de transformation de tôle.
Elle commence à travailler en 1989 pour le London Doubt Boys, qui est apparu dans le livre supplémentaire d’ASUKA, « Foreign Romance DX » (Kadokawa Shoten).
Entre 2001 et 2009, elle scénarise et dessine le manga « Nodame Cantabile » qui aura un grand succès. 
En 2004, elle remporte le 28e prix du manga Kōdansha, catégorie shōjo.